# Hanko Open
L'Hanko Open è stato un torneo professionistico di tennis giocato su campi in terra rossa. Faceva parte dell'ATP Challenger Series. Si giocava annualmente a Hanko in Finlandia.

## Albo d'oro

### Singolare
| Anno | Campione               | Finalista          | Punteggio     |
| ---- | ---------------------- | ------------------ | ------------- |
| 1991 | Jan Apell              | Claudio Mezzadri   | 6–2, 6–4      |
| 1990 | Martin Sinner          | Andrej Ol'chovskij | 6–3, 6–3      |
| 1989 | Aki Rahunen            | Andres Võsand      | 6–2, 6–0      |
| 1988 | Lawson Duncan          | Christer Allgårdh  | 6–2, 6–4      |
| 1987 | Per Henricsson         | Magnus Gustafsson  | 6–4, 3–6, 6–2 |
| 1986 | Juan Antonio Rodríguez | Jan Gunnarsson     | 2–6, 6–1, 6–2 |

### Doppio
| Anno | Campioni                            | Finalisti                          | Punteggio     |
| ---- | ----------------------------------- | ---------------------------------- | ------------- |
| 1991 | Jan Apell Olli Rahnasto             | Patrik Albertsson Jörgen Windahl   | w.o.          |
| 1990 | Johan Anderson Lars-Anders Wahlgren | Tomas Nydahl Peter Svensson        | 6–3, 7–6      |
| 1989 | Per Henricsson Nicklas Utgren       | Torben Theine Srinivasan Vasudevan | 7–5, 6–7, 6–4 |
| 1988 | Morten Christensen Michael Tauson   | Joakim Berner Tomas Nydahl         | 6–2, 6–1      |
| 1987 | Mika Hedman Veli Paloheimo          | Craig Campbell Desmond Tyson       | 5–7, 6–3, 6–2 |
| 1986 | Ronnie Båthman Joey Rive            | Charles Cox Michael Fancutt        | 7–6, 7–6      |